# رالف کوجشال
رالف کوجشال (انگلیسی: Ralph of Coggeshall; ۱ ژانویهٔ ۱۱۰۱ – ۱ ژانویهٔ ۱۲۲۷) تاریخ‌نگار، و نویسنده اهل پادشاهی انگلستان بود.